# الأنف (نجم)
بالإنكليزية Epsilon Pegasi هي نجمة في كوكبة الفرس الأعظم . اسمه التقليدي Enif مشتق من الاسم العربي.
يعتبر إلى حد ما عملاق عظيم ، و يعتبر في مرحلة متقدمة من تطور النجوم و ينظر إليه كنجم يحتضر. قبقي لديه القليل من ملايين السنين ليموت، على الرغم من أنه غير معروف ما إذا كان سوف يؤدي إلى انفجاره إلى مستعر أعظم أو يموت ك قزم أبيض . .
القدر الظاهري له يتراوح بين0،7-3,5